# کیرشوندم
کیرشوندم (به آلمانی: Kirchhundem) یک شهر در آلمان است که در Olpe واقع شده‌است. کیرشوندم ۱۲٬۴۱۴ نفر جمعیت دارد.